# Dario Graffi
Dario Graffi (Rovigo, 10 gennaio 1905 – Bologna, 28 dicembre 1990) è stato un fisico e matematico italiano, attivo soprattutto nel campo della fisica matematica.

## Biografia e carriera
Figlio di Michele ed Amalia Tedeschi, a Rovigo compie gli studi superiori presso la sezione fisico-matematica del locale Istituto Tecnico, diplomandosi nel 1921. A Bologna, si laurea con lode dapprima in Fisica nel 1925, con una tesi dal titolo ”Ricerche sulla birifrangenza accidentale dei colloidi in movimento“, quindi in Matematica nel 1927, con una tesi  "Sul problema fondamentale del magnetismo"; fra i suoi docenti, Quirino Majorana, Federigo Enriques, Enrico Bompiani, Leonida Tonelli e Pietro Burgatti.
Dal 1925 al 1930, oltreché insegnare nelle scuole superiori di Bologna, è assistente di fisica tecnica alla cattedra di Emanuele Foà presso la Scuola di Applicazione in Ingegneria dell'Università di Bologna. Nel 1930 consegue la libera docenza in fisica matematica a Bologna, quindi in meccanica razionale nel 1935. Fin dai primi anni '30, insegna pure presso la Scuola biennale di perfezionamento in radio e telecomunicazioni − voluta da Quirino Majorana ed istituita, a Bologna, all'interno della facoltà di scienze nel 1931 – tenendovi il corso di Propagazione delle onde elettromagnetiche fino al 1934, quando passa all'Università di Cagliari restandovi fino al 1936, anno in cui diviene straordinario di meccanica razionale a Torino fino al 1939, quando, conseguendone l'ordinariato, va a ricoprire la cattedra che fu di Burgatti a Bologna, rimanendovi fino al collocamento in quiescenza, nel 1975, e venendo nominato professore emerito nel 1980.
Tra i suoi impegni istituzionali, è stato direttore dell'Istituto di Fisica Tecnica dal 1938 al 1942, direttore dell'Istituto di Matematica ”Salvatore Pincherle“ dal 1942 al 1950 e dal 1956 al 1960, preside della Facoltà di Scienze MM.FF.NN. (Matematiche, Fisiche e Naturali) dell'Università di Bologna dal 1960 al 1965, membro del comitato per la matematica del Consiglio Nazionale delle Ricerche, amministratore e membro della commissione scientifica dell'Unione Matematica Italiana. È stato anche membro del Comitato di redazione degli Annali di Matematica, nonché dei Rendiconti del Circolo Matematico di Palermo.
Ha ricoperto, nel corso della sua attività di docenza, vari incarichi di insegnamento, fra i quali quelli di Fisica Tecnica, Oscillazioni Elettriche e Propagazione delle Onde Elettromagnetiche presso la Facoltà d'Ingegneria, quindi di Analisi Superiore, Fisica Matematica, Fisica Sperimentale, Meccanica Razionale, Onde Elettromagnetiche, Istituzioni di Fisica Matematica e Metodi Matematici della Fisica alla Facoltà di Scienze.
Premiato dall'Accademia d'Italia nel 1942, ricevette pure la Medaglia d'Oro dei Benemeriti della Cultura, della Scuola e dell'Arte. Fu socio nazionale dell'Accademia dei Lincei dal 1966, membro dell'Accademia delle Scienze di Torino dal 1970, nonché socio di numerose altre accademie nazionali. Nel 1965, l'Accademia dei Lincei gli ha assegnato il Premio del Presidente della Repubblica.
Nel 1950 trascorse, come Fulbright fellow, un periodo di studio a Princeton, mentre, nel 1967, fu professore visitatore all'Università di Parigi.
Nel 1983, l'Università di Bologna gli conferisce la laurea ad honorem in Ingegneria Elettronica per l'impegno didattico profuso nella facoltà, e la spinta motivazionale alla ricerca impressa ai suoi allievi: fra di loro, Ercole De Castro, decano dei corsi di laurea in ingegneria elettronica ed elettrotecnica della facoltà d'ingegneria di Bologna.
Graffi fu anche consigliere comunale (eletto nella lista della Democrazia Cristiana, per il Comune di Bologna) durante il mandato 1946-1951 del sindaco Giuseppe Dozza. 
Suo fratello maggiore Aldo (Rovigo 1899 - Bologna 1974) si laureò in Matematica a Padova nel 1921, con Ugo Amaldi, che lo nominò subito dopo suo assistente per un breve periodo di ricerca, dopodiché si trasferì a Bologna, passando all'insegnamento nei licei.
Sono suoi figli, Sandro Graffi (1943), ordinario fuori ruolo di meccanica superiore presso la Facoltà di Scienze di Bologna, e Giorgio Graffi, già ordinario di glottologia e linguistica presso la Facoltà di Lettere e Filosofia di Verona.

## Attività scientifica e di ricerca
Principalmente attivo nel campo della meccanica razionale e della fisica matematica classica, Graffi, dopo alcuni iniziali lavori sulla teoria degli invarianti adiabatici, si concentra sull'elettromagnetismo, iniziando a studiare i fenomeni di interferenza non lineare fra onde elettromagnetiche (fra i quali, l'effetto Lussemburgo), fornendone una prima teoria matematica; quindi, si rivolge allo studio della propagazione delle onde elettromagnetiche nei gas rarefatti (in particolare, nella ionosfera), fino ad arrivare all'ottica non lineare. Passa, poi, allo studio dei fenomeni ereditari, alla propagazione ondosa in dielettrici non lineari, alle guide d'onda, al calcolo operazionale, alla trattazione formale delle oscillazioni elettriche non lineari ed alla teoria matematica dei circuiti elettrici.
Successivamente, si dedica alla meccanica dei fluidi, con studi sull'unicità delle soluzioni delle equazioni di Navier-Stokes, quindi si rivolge alla meccanica dei continui, alla teoria dell'elasticità, ai fenomeni di ereditarietà meccanica, alla termomeccanica dei materiali con memoria ed alla convezione del calore. In particolare, notevoli sono stati i contributi allo studio delle oscillazioni non lineari, nonché i teoremi di reciprocità nei fenomeni non stazionarî. Proprio su quest'ultimi argomenti, collaborò pure con Lamberto Cesàri, nel suo periodo bolognese, il quale fu, del Graffi, alunno al Liceo ″Augusto Righi“ di Bologna.
Da ricordare, infine, la sua passione per la storia della scienza, a cui contribuì con numerosi lavori e studi originali.
Con Graffi, iniziò a costituirsi una vera e propria scuola di fisica matematica e meccanica razionale a Bologna, molto apprezzata all'estero: attorno a lui, si raggrupparono e si formarono, più o meno in linea diretta, molti studiosi, ricercatori e futuri docenti della disciplina a Bologna, sia presso la facoltà di scienze che in quella d'ingegneria. Fra i passati e gli attuali docenti, Isabella Barbieri, Carlo A. Bosello, Emanuela Caliceti, Luigi Caprioli, Mirko Degli Esposti, Mauro Fabrizio, Franca Franchi, Sandro Graffi, Vincenzo Grecchi, Barbara Lazzari, Marco Lenci, Francesco Mainardi, André G. Martinez, Augusto Muracchini, Antonio Pignedoli, Tommaso A. Ruggeri, Leonardo Seccia, Giorgio Turchetti, Carla Vettori.

## Opere principali
- Lezioni di meccanica razionale, GUF, Bologna, 1943 (con successive edizioni)
- Corso di fisica tecnica, dalle lezioni tenute presso l'Università di Bologna, CEDAM, Padova, 1944
- Elementi di meccanica razionale, Pàtron, Bologna, 1946 (con successive edizioni)
- Esercizi di meccanica razionale, Pàtron, Bologna, 1946 (con successive edizioni)
- Lezioni sulla teoria matematica dell'elettromagnetismo, Vol. I, Pàtron, Bologna, 1949 (con successive edizioni)
- Propagazione delle onde elettromagnetiche (Edited by D. Graffi), CIME 1956, Varenna (CO), Springer-Verlag, Berlin & Heidelberg, 2012 (reprint)
- Lezioni di onde elettromagnetiche, Anno Accademico 1956-57, lezioni tenute dal Prof. Dario Graffi e raccolte a cura dell'Ing. Lamberto Bencini, Istituto Superiore delle Poste e delle Telecomunicazioni, Bologna, 1957
- Onde Elettromagnetiche, Monografie del CNR, Tipolitografia Panetto & Petrelli, Spoleto (PG), 1965
- Istituzioni di fisica matematica, 2 voll., lezioni raccolte a cura di G. Pettini, CLU, Bologna, 1969 (con successive edizioni)
- Teoria matematica dell'elettromagnetismo, Pàtron, 1972, ISBN 9788855502627
- Non-Linear Mechanics (Edited by D. Graffi), CIME 1972, Bressanone (BZ), Italy, Springer-Verlag, Berlin & Heidelberg, 2011 (reprint)
- Materials with Memory (Edited by D. Graffi), CIME 1977, Bressanone (BZ), Italy, Springer-Verlag, Berlin & Heidelberg, 2011 (reprint)
- Questioni sull'elettromagnetismo, Liguori, Napoli, 1979 (con successive edizioni)
- Nonlinear partial differential equations in physical problems, Pitman, London, 1980